# 成惠的世界
《成惠的世界》（日語：成恵の世界）是丸川智弘的日本漫畫作品。於雜誌《月刊少年Ace》（角川書店）1999年6月號到2013年2月號期間進行連載。單行本全13巻。

## 劇情概要
飯塚和人一位平凡的14歲中學生，有天，在回家的途中遭到外星忍者攻擊，危急之下七瀬成恵出現救了他一命，拿著球棒把外星忍者打跑的可愛成惠，和人瞬間對她一見鍾情。在好友丸尾正樹的鼓勵下，和人鼓起勇氣約成惠出來喝茶當面謝謝她，成惠一開始有點抗拒，並且表明自己是位外星人，和人對此表示不在乎，很快地，他們就成為一對男女朋友了。

## 登場人物
- 七瀨成惠 （配音：能登麻美子（日本）；王瑞芹（台灣））

女主角，半個外星人，爸爸外星人，媽媽是地球人；在姊姊七瀬香奈花來到地球以前，跟爸爸一起住在小公寓相依為命。雖然多次被監察長(テイルメッサー)要求去讀外星學校，但成惠認為地球才是她的家，因此始終沒答應。成惠個性單純、心地善良、堅強；當和人表示不在乎成惠外星人身分，希望能做他女朋友時，成惠非常高興並且答應了和人的請求。
- 飯塚和人 （配音：阪口大助（日本）；曹冀魯（台灣））

男主角，個性溫柔，是位平凡的中學生，但是卻喜歡上外星女孩成惠。和人也是位御宅族，喜歡看"魔砲少女"。和人不會游泳，但是當成惠不慎掉進河中時，仍鼓起勇氣跳水救人。
- 丸尾正樹 （配音：福山潤（日本）；梁興昌（台灣））

是飯塚和人的好友，鼓勵和人勇敢去追成惠。常會在班上教授與女孩交往的訣竅，事實上他根本沒過戀愛。與八木初是青梅竹馬兼鄰居。
- 八木初（配音：千葉紗子（日本）；雷碧文（台灣））

七瀨成惠的同班同學，是個科幻狂熱者，對於成惠聲稱自己是外星人嗤之以鼻，八木初認為這是成惠吸引同學注意的手段，因次對成惠總是充滿敵意。不過後來，遇到了被同學排擠的七瀬香奈花，兩人相談甚歡成為好朋友，也在香奈花的幫助之下，八木初與成惠盡釋前嫌成為好友。
- 七瀬香奈花 （配音：皆川純子（日本）；李明幸（台灣））

成惠同父異母的姊姊，年齡原為27歲（前往地球時乘坐超光速跳躍的貨船，因此保持著國中生的年紀）
- 罰襟券 （配音：小菅真美（日本）；雷碧文（台灣））

香奈花的管家，可變身為宇宙船艦的生化人、同時是退役軍人。
- 朝倉鈴 （配音：壹智村小真（日本）；雷碧文（台灣））
- 天堂蘭 （配音：川上倫子（日本）；王瑞芹（台灣））
- 音無麗 （配音：桑谷夏子（日本）；李明幸（台灣））
- 鈴木 （配音：西村知道（日本）；梁興昌（台灣））
- 七瀨正 （配音：菅原淳一（日本）；曹冀魯（台灣））

## 出版書籍
| 冊數 | 角川書店       | 角川書店               | 長鴻出版社    | 長鴻出版社        |
| 冊數 | 發售日期       | ISBN                   | 發售日期      | EAN               |
| ---- | -------------- | ---------------------- | ------------- | ----------------- |
| 1    | 2000年6月28日  | ISBN 4-04-713346-9     | 2001年7月6日  | EAN 4710765159085 |
| 2    | 2000年9月25日  | ISBN 4-04-713365-5     | 2001年8月17日 | EAN 4710765159160 |
| 3    | 2001年4月25日  | ISBN 4-04-713416-3     | 2002年9月12日 | EAN 4710765167875 |
| 4    | 2002年2月26日  | ISBN 4-04-713477-5     | 2003年3月21日 | EAN 4710765172558 |
| 5    | 2002年12月19日 | ISBN 4-0-4713516-X     | 2003年10月9日 | EAN 4710765176505 |
| 6    | 2004年2月25日  | ISBN 4-04-713601-8     | 2006年2月16日 | EAN 4710765202248 |
| 7    | 2004年12月21日 | ISBN 4-04-713679-4     | 2007年3月8日  | EAN 4710765212551 |
| 8    | 2005年7月21日  | ISBN 4-04-713736-7     | 停止出版      | 停止出版          |
| 9    | 2006年10月24日 | ISBN 4-04-713882-7     | 停止出版      | 停止出版          |
| 10   | 2008年3月22日  | ISBN 978-4-04-715039-3 | 停止出版      | 停止出版          |
| 11   | 2010年5月21日  | ISBN 978-4-04-715455-1 | 停止出版      | 停止出版          |
| 12   | 2011年8月23日  | ISBN 978-4-04-715762-0 | 停止出版      | 停止出版          |
| 13   | 2013年2月20日  | ISBN 978-4-04-120589-1 | 停止出版      | 停止出版          |

## 電視動畫

### 製作團隊
- 總監督 - 芦田豊雄
- 監督 - 森田浩光
- 系列構成 - 杉谷祐
- 人物設計 - 平山貴章
- 総作画監督 - 平山貴章、高橋美香
- 美術監督 - 宮前光春
- 攝影監督 - 天花寺伸宏
- 色彩設計 - 佐野ひとみ
- 編輯 - 田熊純
- 音樂 - 根岸貴幸
- 音樂製作人 - 伊藤善之
- 音響監督 - 小林克良
- 製作人 - 川村仁、山村篤、峰岸卓生、丸山博雄、山下泉、大橋豊
- 動畫製作 - Studio Live
- 動畫製作協力 - IMAGIN、bestack
- CG製作 - GONZO
- 製作 - 成惠的世界製作委員会（東芝DIGITAL FRONTIERS、東芝、Media Factory、博報堂、每日放送、波麗佳音、bestack）

### 主題曲
片頭曲
塡詞：rino，作曲、編曲：長田直之，主唱：CooRie
片尾曲
塡詞、作曲、編曲：梶浦由記，主唱：千葉紗子

### 各話列表
| 話數 | 日文標題 | 中文標題           | 劇本     | 分鏡       | 演出     | 作畫監督                 |
| ---- | -------- | ------------------ | -------- | ---------- | -------- | ------------------------ |
| 1    |          | 我的女朋友是外星人 | 杉谷祐   | 森田浩光   | 迫井政行 | 高橋美香                 |
| 2    |          | 第一次約會         | 江夏由結 | 佐藤雄三   | 岡崎幸男 | 渡辺和夫                 |
| 3    |          | 兩人的秘密基地     | 杉谷祐   | 宍戶淳     | 宍戶淳   | 柳野龍男                 |
| 4    |          | 我的小姊姊         | 杉谷祐   | 西宮守     | 迫井政行 | 高橋美香                 |
| 5    |          | 香奈花上學去       | 江夏由結 | 武蔵関太郎 | 横山広実 | 李鍾万 桜井木ノ実        |
| 6    |          | 給愛情來點衝擊     | 杉谷祐   | 森田浩光   | 夕澄慶英 | 石橋有希子               |
| 7    |          | 游泳池！危機三連發 | 江夏由結 | 玉井公子   | 宍戸淳   | 野口孝行                 |
| 8    |          | 從地球捎來的訊息   | 杉谷祐   | 山口武志   | 岡崎幸男 | 堺美和 高橋美香 平山貴章 |
| 9    |          | 墜入愛河的星船     | 杉谷祐   | 田代勇介   | 迫井政行 | 柳野龍男                 |
| 10   |          | 變裝大作戰         | 江夏由結 | 玉井公子   | 清水一伸 | 石橋有希子 野口孝行      |
| 11   |          | 小小的結婚典禮     | 江夏由結 | 山口武志   | 山口武志 | 服部憲知                 |
| 12   |          | 祭典之夜           | 杉谷祐   | 森田浩光   | 夕澄慶英 | 堺美和                   |

### 播放電視台
| 播放地域   | 播放電視台          | 播放日期        | 播放時間             | 播放區段  | 備註                  |
| ---------- | ------------------- | --------------- | -------------------- | --------- | --------------------- |
| 近畿廣域圈 | 每日放送（MBS）     | 2003年4月5日 -  | 星期六 25:55 - 26:25 | TBS系列   | 『Anime Shower』第1部 |
| 千葉縣     | 千葉電視台          | 2003年4月11日 - | 金曜 25:00 - 25:30   | 獨立UHF局 |                       |
| 埼玉縣     | 玉視                | 2003年4月12日 - | 星期六 24:10 - 24:40 | 獨立UHF局 |                       |
| 神奈川縣   | tvk                 | 2003年4月12日 - | 星期六 25:15 - 25:45 | 獨立UHF局 |                       |
| 中京廣域圈 | 中部日本放送（CBC） | 2003年4月23日 - | 星期三 26:25 - 26:55 | TBS系列   |                       |
| 日本全域   | Kids Station        | 2003年5月6日 -  | 星期二 24:00 - 24:30 | CS放送    | 重播                  |

### DVD
| 卷數            | 發售日         | 收錄內容        | 規格編號                |
| --------------- | -------------- | --------------- | ----------------------- |
| 第1卷           | 2003年6月25日  | 第1話、第2話    | ZMBZ-1551（初回限定版） |
| 第1卷           | 2003年6月25日  | 第1話、第2話    | ZMBZ-1561（通常版）     |
| 第2卷           | 2003年7月5日   | 第3話、第4話    | ZMBZ-1562               |
| 第3卷           | 2003年8月23日  | 第5話、第6話    | ZMBZ-1563               |
| 第4卷           | 2003年9月25日  | 第7話、第8話    | ZMBZ-1564               |
| 第5卷           | 2003年10月25日 | 第9話、第10話   | ZMBZ-1565               |
| 第6卷           | 2003年11月22日 | 第11話、第12話  | ZMBZ-1566               |
| Special edition | 2006年11月24日 | 第1〜12話總集篇 | ZMBZ-2640               |
| DVD-BOX         | 2006年12月22日 | 全12話          | ZMSZ-2920               |

### 廣播劇CD
販賣商為Lantis。
| 標題                                         | 發售日        | 規格編號  |
| -------------------------------------------- | ------------- | --------- |
| TVアニメ「成恵の世界」オリジナルドラマ Vol.1 | 2003年6月25日 | LACA-5182 |
| TVアニメ「成恵の世界」オリジナルドラマ Vol.2 | 2003年8月27日 | LACA-5198 |

## 外部連結
- 成恵の世界 （页面存档备份，存于）（日語）